# Basagodu, Chikmagalur
Basagodu là một làng thuộc tehsil Chikmagalur, huyện Chikmagalur, bang Karnataka, Ấn Độ.